# Пуебла-де-Педраса
Пуебла-де-Педраса (ісп. Puebla de Pedraza) — муніципалітет в Іспанії, у складі автономної спільноти Кастилія і Леон, у провінції Сеговія. Населення — 70 осіб (2010 р.).
Муніципалітет розташований на відстані близько 90 км на північ від Мадрида, 32 км на північний схід від Сеговії.

## Демографія
Динаміка населення (INE ):